# Арбаты
Арбаты́ (хак. — Арбыт - талисман, благополучие) — село на прав, берегу р. Абакан на равнине (действует паром) в Таштыпском районе Хакасии. 
Расстояние до ближайшей ж.-д. ст. Абаза — 30 км. Население — 938 чел. (на 01.01.2004), в том числе русские, хакасы (около 20 %), немцы, украинцы, литовцы, чуваши и др.

## История
Арбаты были основаны красноярскими казаками как казачий форпост, вслед за  подписанием в 1727 году мирного договора между Россией и Китаем о разделе территории на юге Сибири. Это произошло не позднее 1768 года, в некоторых архивных документах тех лет Арбаты именуются как  "2-й Абаканский казачий караул Саянской крепости" на Абаканском участке Русско-китайской границы и являются одним из старейших русских населенных пунктов в регионе. Казаками, поселившимися на месте нового караула,  было построено деревянное здание с бойницами и был вырыт пороховой погреб. До 1852 года в Арбатах располагалось правление станицы и казачьей сотни при ней, которое позднее было перенесено в Таштып. Первыми пограничниками на этом участке границы были поселены красноярские казаки. Это были казаки  Александровы, Елизаровы, Медведевы, Семёновы, Сипкины, Терятьевы, Чанчиковы  и др.. В 1920-30 г.г. многие из них были репрессированы по политическим мотивам ( ст. 58*)
10 октября 1920 согласно версии командира войск ВОХР П. Л. Лыткина, его отряд, в целях завершения операции по ликвидации якобы имевшейся в Минусинском уезде контрреволюционной организации, уничтожил в этом селении «казачью банду», в том числе и  жителей соседнего с Арбатами инородческого (хакасского) улуса, которых красноармейцы-вохровцы изрубили шашками и сбросили их тела в колодец.  По мнению участника 3-й беспартийной конференции национальных меньшинств Минусинского уезда (июнь 1922) К. М. Худякова, именно таким образом красноармейцы бригады ВОХР под командой  П.Л. Лыткина, не сумев спровоцировать местное население на антисоветское выступление,  в отместку зверски убили 34 мирных жителя, при этом обвинив в этом злодеянии местных казаков. В 20-30 г.г. многие жители Арбатов, имеющие казачьи корни, были репрессированы советами по политическим мотивам.(ст. 58*). Таким образом, были уничтожены многие местные жители Арбатов.
В 1953 при объединении колхоза «Память Щетинкина» и колхоза «им. Кирова» был создан колхоз «Заря коммунизма».
Были центральной усадьбой колхоза «Память Щетинкина», который в 1957 реорганизован в молсовхоз «Абаканский», а затем в откормсовхоз «Арбатский». В настоящее время действуют ООО «Арбатский» (мясное направление) и ОАО «Сибирь» (реализация продуктов питания населения).
В 1965 на землях этого колхоза, Абазинского совхоза, подсобного х-ва Абаканского жел. рудника и земель гослесфонда был организован откормсовхоз «Арбатский». В 1972 присоединена ферма «Большой луг» Абазинского совхоза. Центральная усадьба — с. Арбаты — расположена в 48 км от с. Таштып и 20 км от ж.д. Форма собственности — гос., направление х-ва — откорм молодняка КРС. К нач. 1990-х в совхозе было 8234 га земель, в том числе пашни — 2272 га. За период 1986—1990 ср. урожайность зерновых 15,7 ц/га, поголовье крупного рогатого скота 3199 гол. Численность работающих — 253 чел. В 1992 откормсовхоз реорганизован в АОЗТ «Арбатское». В 1994 оно входит в состав подсобного х-ва АООТ «Абаканское рудоуправление», как цех «Арбатский». Поголовье крупного рогатого скота в 2000—2200 голов, средний суточный привес молодняка до 8 мес. — 730 г, старше 8 мес. — 640 г. Приплод — 85 телят на 100 коров. В 2002 подсобное х-во АООТ «Абаканское рудоуправление» реорганизовано в ООО «Рудничное», а в 2003 цех «Арбатский» вышел из состава ООО «Рудничное» и преобразован в ООО «Арбатское». Руководители: М. Е. Лызов и А. Н. Синицин.
В Арбатах находится средняя школа, детский сад, фельдшерско-акушерский пункт.

## Население
| 2002 | 2010 |
| ---- | ---- |
| 876  | ↗902 |

## Достопримечательности
Достопримечательностью ближайших окрестностей являются наскальные рисунки в урочище «Писанцы» (Малоарбатская писаница).